# وستوود (میسوری)
وستوود (به انگلیسی: Westwood) یک روستا (ایالات متحده آمریکا) در ایالات متحده آمریکا است که در شهرستان سنت لوئیس، میزوری واقع شده‌است.
 وستوود ۱٫۶۳ کیلومتر مربع مساحت و ۲۷۸ نفر جمعیت دارد و ۱۹۰ متر بالاتر از سطح دریا واقع شده‌است.